# Lilium auratum
Lilium auratum Lindl. è una pianta bulbosa appartenente alla famiglia delle Liliaceae.

## Descrizione
Il bulbo è bianco e a scaglie, le foglie sono verdi e ispide, mentre i fiori hanno tepali bianchi e giallastri, con piccole macchie scure e ricurvi. Il frutto è una capsula da cui a maturazione fuoriescono i semi di colore nero.

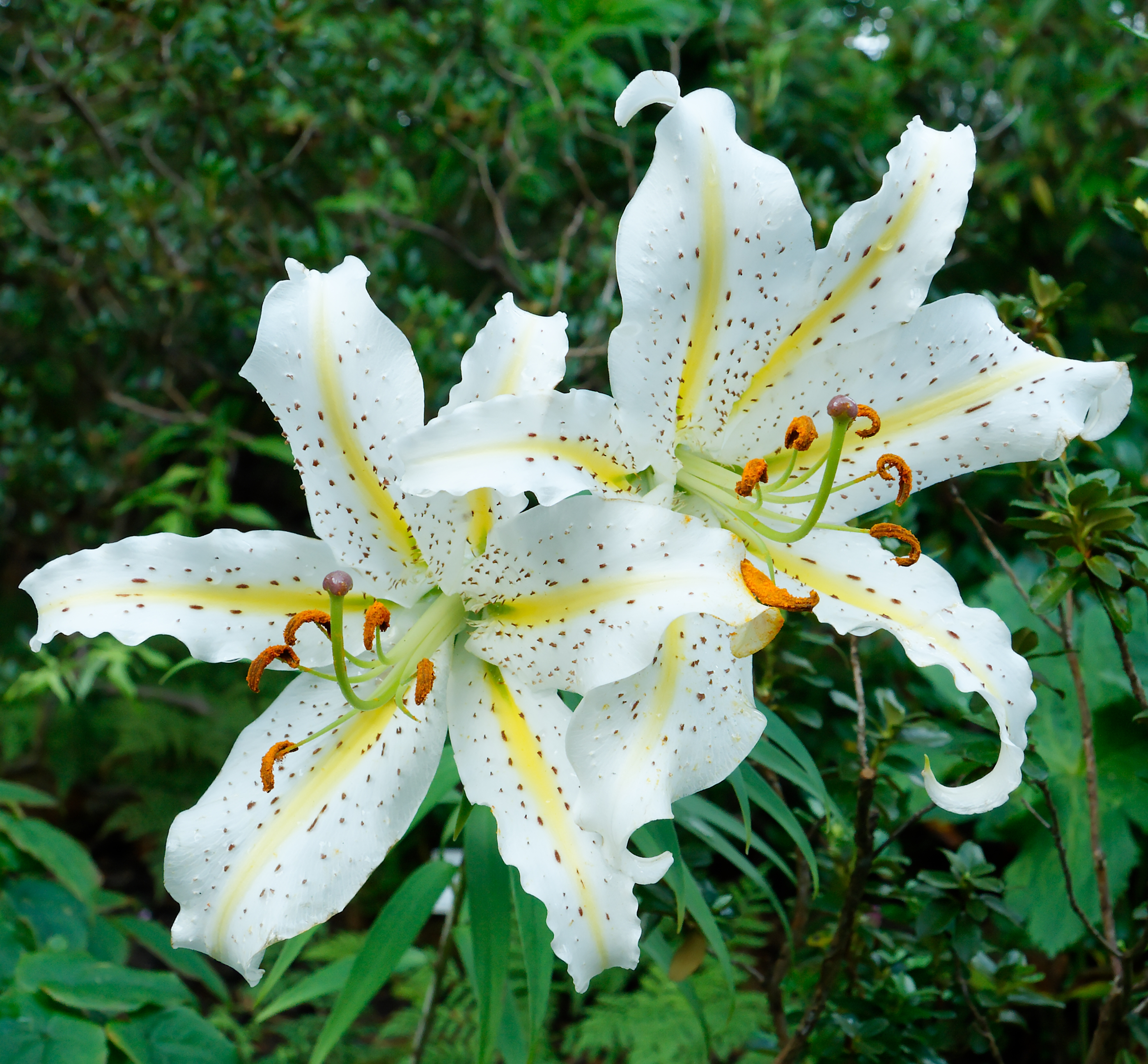
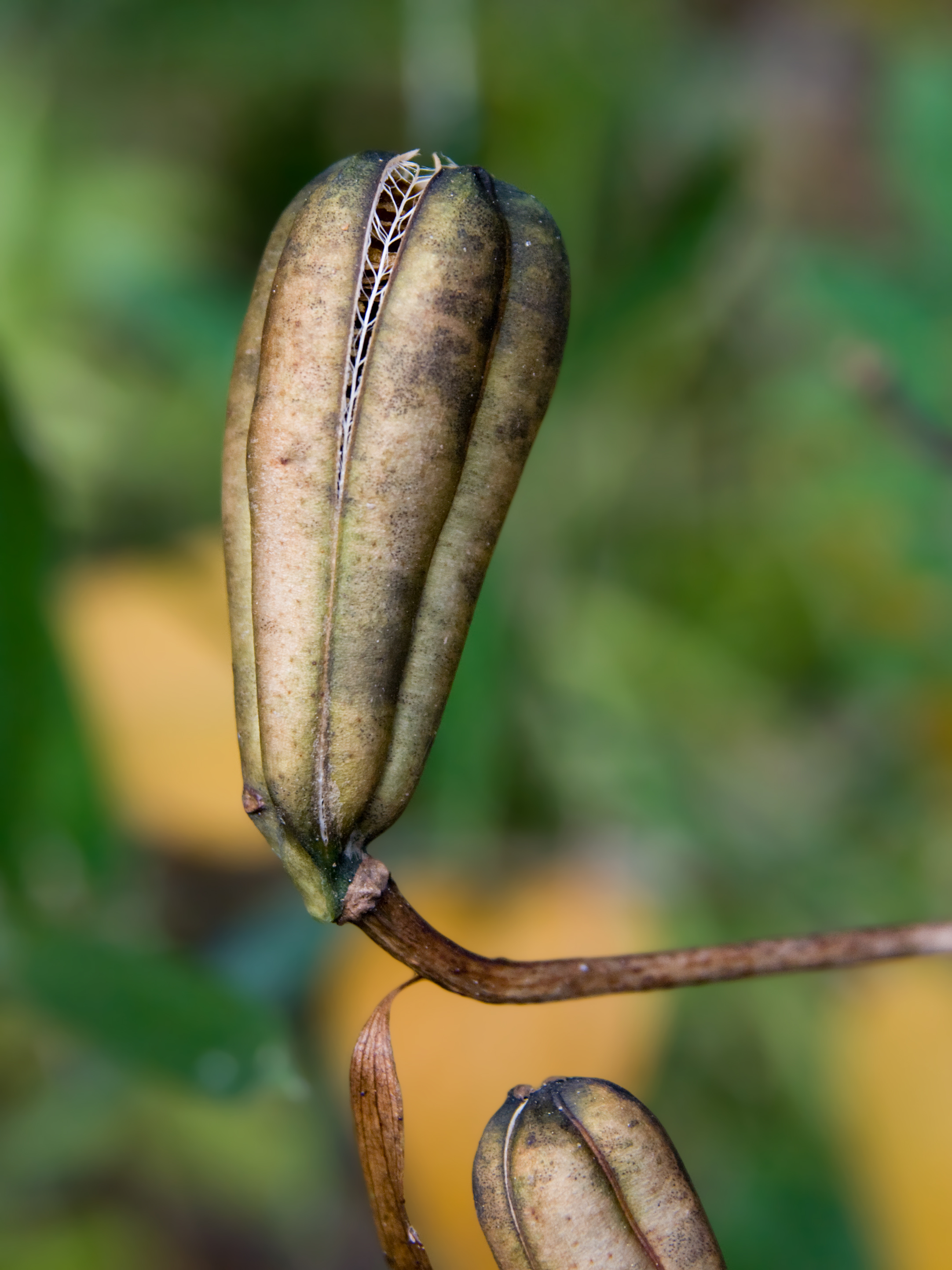
Il frutto
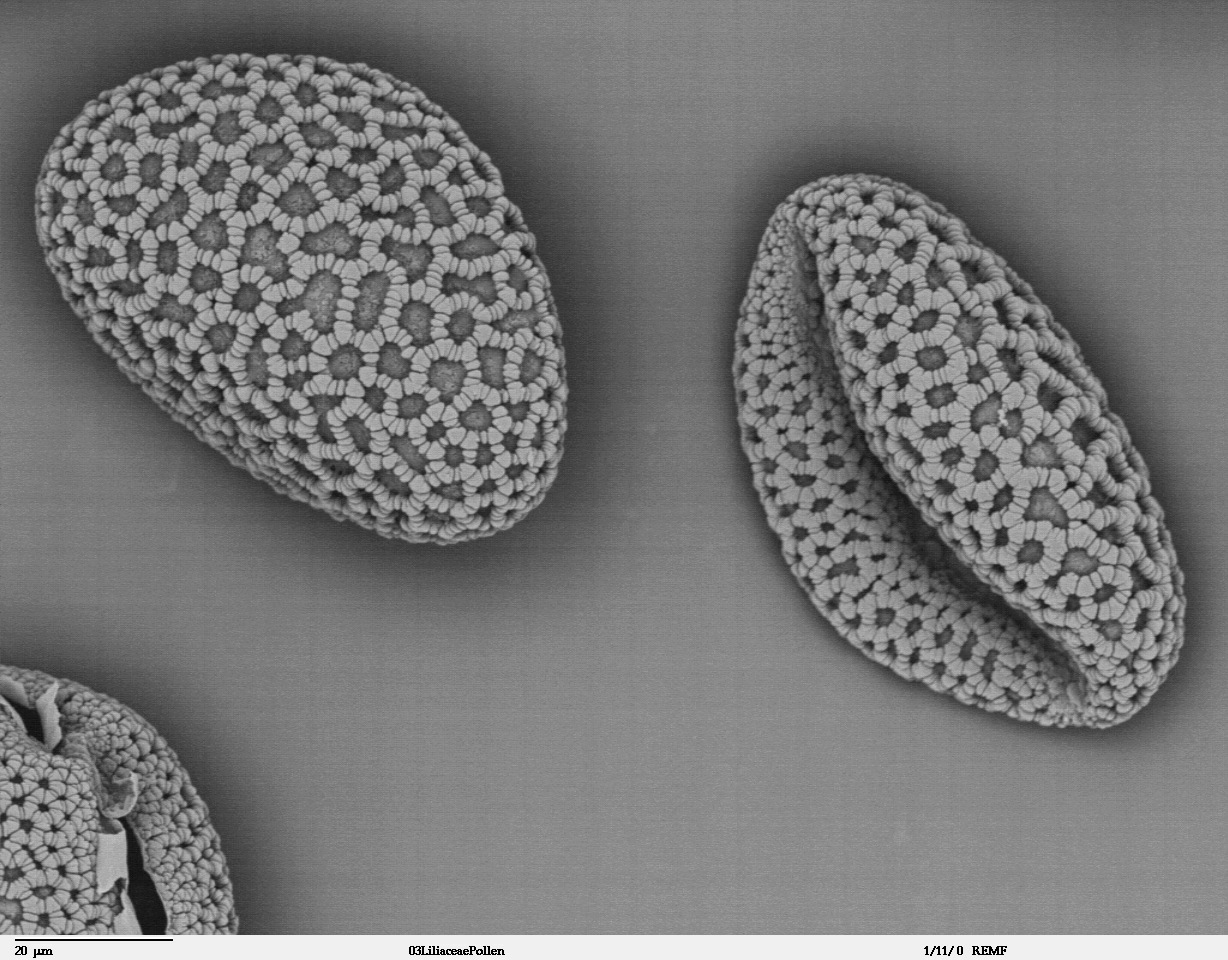
Polline al microscopio

## Distribuzione e habitat
La pianta proviene dal Giappone, dove è noto come 山百合 ed è uno dei simboli della Prefettura di Kanagawa.

## Tassonomia

### Varietà
Sono note due varietà:
- Lilium auratum var. auratum
- Lilium auratum var. platyphyllum Baker